# Harrish Ingraham
Harrish Ingraham (Londra, 1881 – ...) è stato un attore, regista e sceneggiatore britannico che lavorò negli Stati Uniti ai tempi del muto.
Esordì come attore nel 1913 in The Count's Will, un cortometraggio prodotto dalla Pathé Frères.

## Filmografia

### Attore
- The Count's Will (1913)
- The Miner's Destiny, regia di Fred E. Wright (1913)
- The Mad Sculptor (1913)
- The Merrill Murder Mystery (1913)
- The Smuggler (1913)
- A Yellow Streak (1913)
- A Scandinavian Scandal (1913)
- The Patched Adonis (1914)
- Broken Lives (1914)
- Victims of Vanity (1914)
- A Leech of Industry, regia di Oscar Apfel (1914)
- The Million Dollar Robbery, regia di Herbert Blaché (1914)
- The Toll of Love, regia di Martin Faust (1914)
- Jane Eyre, regia di Martin Faust (1914)
- Lena Rivers (1914)
- Jolts of Jealousy (1914)
- A Siren of the Jungle, regia di Charles Swickard (1916)
- For Her Good Name, regia di Robert Broadwell (1916)
- The Painted Lie, regia di Robert Broadwell, Harrish Ingraham e Crane Wilbur (1917)
- The Single Code, regia di Thomas Ricketts (1917)
- Unto the End, regia di Harrish Ingraham (1917)
- Child of M'sieu, regia di Harrish Ingraham (1919)
- A Sagebrush Hamlet, regia di Joseph J. Franz (Joseph Franz) (1919)

### Regista
- The Painted Lie, co-regia di Robert Broadwell e Crane Wilbur (1917)
- The Eye of Envy (1917)
- The Blood of His Fathers
- Unto the End (1917)
- Child of M'sieu (1919)

### Sceneggiatore
- When Baby Forgot, regia di W. Eugene Moore (Eugene Moore) (1917)